# Aleksandr Bowin
Aleksandr Iwanowicz Bowin (ros. Александр Иванович Бовин, ur. 20 października 1905 w Penzie, zm. 25 lutego 1991 w Moskwie) – radziecki polityk, minister gospodarki leśnej ZSRR (1948-1953).
Od 1923 uczeń ślusarza, pomocnik maszynisty, od lipca 1926 członek WKP(b). 1926-1928 sekretarz organizacji Komsomołu w fabryce "Krasnyj Gigant", sekretarz komitetu rejonowego Komsomołu w Penzie, kierownik wydziału komitetu Komsomołu guberni penzeńskiej, 1928-1930 instruktor i kierownik wydziału okręgowego związku spożywców w Penzie, 1930-1933 słuchacz Wyższej Komunistycznej Szkoły Rolniczej (1934-1935 był jej prorektorem), 1933-1934 dyrektor Centralnych Kursów Przygotowania Zarządców Sowchozów, 1937-1938 sekretarz Południowego Komitetu Rejonowego WKP(b) w Penzie, 1938-1939 sekretarz Komitetu Miejskiego WKP(b) w Penzie. W 1939 instruktor Wydziału Zarządzania Organami Partyjnymi KC WKP(b), 1939-1947 zastępca ludowego komisarza/ministra przemysłu leśnego ZSRR, 1947-1948 minister przemysłu leśnego i papierniczego Rosyjskiej FSRR, a od 20 listopada 1948 do 15 marca 1953 minister gospodarki leśnej ZSRR. 1953-1954 szef Głównego Zarządu Gospodarki Leśnej Ministerstwa Rolnictwa ZSRR, 1954-1959 zastępca ministra rolnictwa ZSRR, 1959-1961 szef Głównej Inspekcji Ministerstwa Gospodarki Rolnej ZSRR ds. gospodarki leśnej, 1961-1963 szef wydziału gospodarki leśnej Państwowego Komitetu Planowania ZSRR, od maja 1963 na emeryturze. Odznaczony dwoma Orderami Czerwonego Sztandaru Pracy. Pochowany na Cmentarzu Wagańkowskim w Moskwie.